# Мяснікян
Мяснікян (вірм. Մյասնիկյան) — село в марзі Армавір, на заході Вірменії. Село розташоване на захід від міста Армавір.
Село назване на честь першого комуністичного президента Вірменії Олександра Мяснікяна.